# Petite presse
La petite presse est un terme générique utilisé à la fin du XIXe siècle pour définir les quotidiens populaires à un sou (cinq centimes), qui fleurissent à Paris et en Province, avec un format modeste mais en général un tirage très important, sur le modèle du Petit Journal fondé en 1863.
Cependant, cette appellation peut parfois porter à confusion car certains historiens comme Patrick Eveno désignent ces mêmes journaux comme la "grande presse". 

## Histoire

### Contenu plus diversifié
Les journaux politiques sont ordinairement imprimés sur du papier d'un grand format, et c'est pour cela que la presse politique de la fin du XIXe siècle est appelée « grande presse ». Le terme est utilisé dès 1859, bien avant l'apparition et le succès du Petit Journal fondé en 1863. Honoré de Balzac la dépeint avec férocité dans Illusions perdues, dont l'intrigue est située beaucoup plus tôt, la dénigrant pour sa vénalité et son immoralité, d'autres auteurs prenant sa défense.
Ensuite, toute la presse « non politique » se trouve désignée sous la qualification de petite presse. Mais la petite presse publie aussi des informations politiques, en quantité cependant plus réduite, qu'elle panache avec des informations générales, sociales, sportives et des faits divers. Une partie de ses titres sont même purement politiques : la campagne menée autour du quotidien Le Progrès de Lyon en faveur du réalisme et des droits de l'individu conduit Jules Vallès à saluer le succès du lancement de La Rive gauche, petit journal socialiste en 1864.
La petite presse se vend aussi grâce à des feuilletons, mais ce type de contenu était répandu bien avant son apparition, par exemple dans le quotidien Le Constitutionnel des années 1840. Quelques-uns des journaux de la petite presse sont tout entier remplis d'actualité, grâce aux progrès du télégraphe, surtout à partir des années 1880.

### Succès également en province
Dès 1873, Le Petit Journal, fondé en 1863, envoie déjà les quatre-septièmes de son tirage en province (200 000 sur 350 000 exemplaires). Créé en 1876, Le Petit Parisien, diffuse lui moitié de son tirage en province en 1887.
Parmi les éléments de succès de cette petite presse, la satire des mœurs vient en première ligne, mais ce trait de caractère freine son développement dans les villes moyennes, où les susceptibilités provinciales sont irritables.
Les quotidiens régionaux comme La Gironde ont créé leur propre titres de petite presse, avec la création en 1872 de La Petite Gironde, pour réagir à la percée du parisien Le Petit Journal dans de nombreuses petites villes de province, où il s'appuie sur un réseau de dépositaires et de maisons de la presse. Fondée en 1877, La Petite Presse de Lyon relève de la même démarche. Pour le journaliste Napoléon Fourgeaud-Lagrèze, la petite presse est un « admirable engin de décentralisation littéraire, s'il est manié avec habileté ». Pour Justin Gari, elle permet d'éviter que « les hommes ne soient pas obsédés par une foule d'artistes médiocres dont les intrigues font les succès, par les prétentions ridicules et encombrantes des réputations de clocher ».

### Grand succès au tournant du siècle
Les quatre plus grands quotidiens français d’avant-guerre, appartenaient à ce genre, avec Le Petit Parisien, Le Matin, Le Journal et Le Petit Journal. À eux quatre, ils vendent 4,5 millions d'exemplaires et pèsent les trois quarts des quotidiens parisiens, 40 % du total des quotidiens français.
Le Petit Parisien atteindra une très grande diffusion. Le 24 mars 1893, les actions du journal sont cotées à la Bourse de Paris. Le tirage vient d'atteindre 400 000 exemplaires, puis ce sont 775 000 exemplaires vendus à travers la France en 1898, avant l'affaire Dreyfus, un million dès 1900, 1,448 en 1913 et plus de deux millions à la fin de la Première Guerre mondiale. En 1913, Le Petit Journal ne tire plus qu'à 0,8 million contre plus d'un million en 1898.

## Chronologie des principaux titres

### À Paris
- Le Petit Journal fondé en 1863.
- Le Petit Parisien fondé par Louis Andrieux, député radical et procureur de la République, le 15 octobre 1876
- Le Matin est lancé en 1883 sur le modèle du quotidien britannique The Morning News
- Le Journal est lancé le 18 septembre 1892 par le journaliste Fernand Xau (1852-1899),

### En province
- La Rive gauche, petit journal socialiste lancé en 1864
- Le Petit Marseillais créé à Marseille en 1868 par Toussaint Samat (1841-1916), ouvrier typographe.
- Le Petit Lyonnais se crée en 1868, en société anonyme au capital de 34 000 francs[8].
- La Petite Gironde fondée en 1872 par Jules Chapon de La Gironde.
- La Jeune République fondée en 1873 à Marseille, qui deviendra Le Petit Provençal puis La Provence
- Le Courrier de Lyon se crée en 1873
- La Petite Presse de Lyon fondée en 1877.